# Kaplica Dobrego Łotra w Katowicach
Kaplica Dobrego Łotra w Katowicach – rzymskokatolicka kaplica cmentarna na cmentarzu parafii Przemienienia Pańskiego, położona przy ulicy Gliwickiej 32 w Katowicach, na terenie dzielnicy Załęże, tuż przy granicy ze Śródmieściem, na tzw. Załęskim Przedmieściu.
Powstała ona w 1875 roku według projektu Alexisa Langera i pierwotnie służyła starokatolikom. W niej do 1945 roku pochowani byli duchowni starokatoliccy, a po II wojnie światowej odprawiano w niej msze św. i była miejscem spotkań duszpasterstwa młodzieży. W 2011 roku została wpisana do rejestru zabytków nieruchomych.

## Historia
Kaplica została wzniesiona na nekropolii powstałej przy historycznej granicy Katowic z Załężem, na tzw. Załęskim Przedmieściu. Poświęcenie cmentarza nastąpiło 11 listopada 1860 roku, a w 1871 roku został on wykupiony przez starokatolików. Był w ich posiadaniu do początku lat 20. XX wieku. W 1927 został przekazany rzymskokatolickiej parafii św. Apostołów Piotra i Pawła, a w 1984 roku parafii Przemienienia Pańskiego.
Kaplica cmentarna została wybudowana w 1875 roku, według wykonanych w tym samym roku projektów wrocławskiego architekta Alexisa Langera w stylu neogotyckim. Projekt przewidywał także wykonanie przed wejściem do kaplicy podcienia arkadowego, lecz plany te nie zostały zrealizowane. W kaplicy do czasu jej profanacji w 1945 roku spoczywały prochy dwóch duchownych starokatolickich: Edwarda Wolowskiego i Wilhelma Brożka.
Msze święte w kaplicy odprawiane były od końca lat 50. do lat 70. XX wieku, w tym przez ks. prof. Remigiusza Sobańskiego, który w listopadzie 1957 roku nadał budowli wezwanie Dobrego Łotra. Kaplica była także miejscem spotkań duszpasterstwa młodzieży, które odbywały się w krypcie kaplicy.
Kaplica została 21 listopada 2011 roku wpisana do rejestru zabytków nieruchomych województwa śląskiego pod nr. A/356/11.

## Charakterystyka

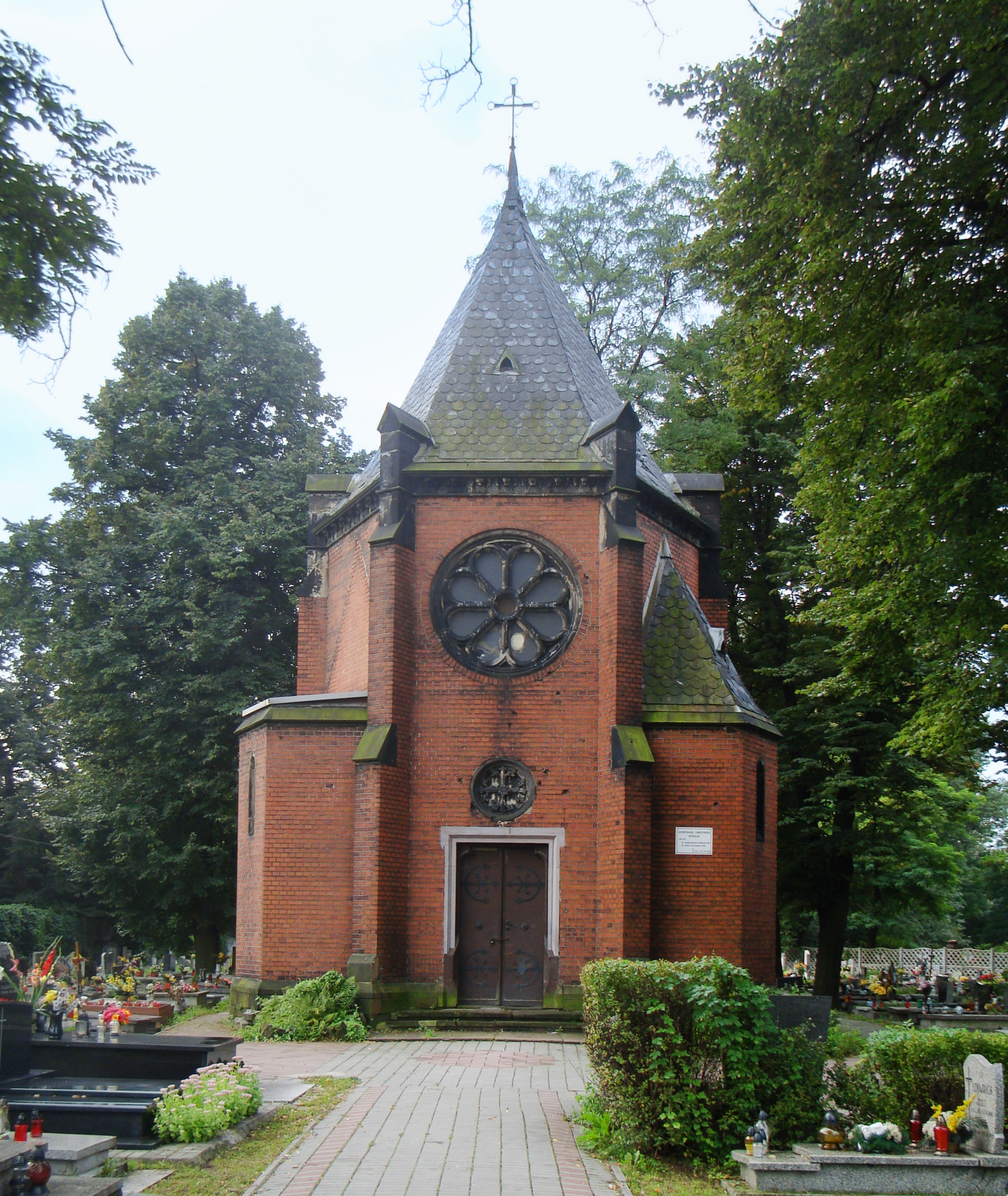
Kaplica od strony ulicy Gliwickiej

Kaplica pw. Dobrego Łotra położona jest przy ulicy Gliwickiej 32 w Katowicach, na terenie dzielnicy Załęże, zaraz przy granicy ze Śródmieściem. Jest to kaplica cmentarna, zlokalizowana w centralnym punkcie cmentarza przy ulicy Gliwickiej. Właścicielem i użytkownikiem kaplicy jest rzymskokatolicka parafia Przemienienia Pańskiego w Katowicach, a we wspomnienie św. Dobrego Łotra 26 marca w kaplicy odprawiane są nabożeństwa i msze św.
Jest to budowla murowana z czerwonej cegły pełnej, wzniesiona na rzucie sześcioboku z trójkątnymi aneksami, poprzedzona półkolistym przedsionkiem. Zwieńczona jest dachem imitującym średniowieczną basztę, z krzyżem w wierzchołku. Pierwotnie była kryta łupkiem układanym w łuskę, który z biegiem czasu zastąpiony został papą (nad prezbiterium) i blachą (nad wieżyczką schodową i aneksem). Powierzchnia zabudowy kaplicy wynosi 80 m².
Kaplica Dobrego Łotra architektonicznie reprezentuje styl neogotycki. Detale architektoniczne budowli wykonano głównie z jasnego piaskowca, w tym portal i obramienia okienne. Elewacja północna (fasada) jest dwukondygnacyjna, jednoosiowa, z osiowym otworem wejściowym. Nad wejściem znajduje się okrągła kamienna blenda dzielona krzyżem równoramiennym o trójlistnych zakończeniach ramion z winorośli. W górnej części elewacji widnieje okulus w kamiennym obramieniu wypełniony ośmiopłatkową rozetą. Fasada budowli zwrócona jest w kierunku bramy głównej od strony ulicy Gliwickiej, od której biegnie główna aleja cmentarza. 
Elewacje boczne mają analogiczną kompozycję. W korpusie są jednokondygnacyjne, z wysoko umieszczonymi oknami rozetowymi, oddzielone od bocznych aneksów dwuskokowymi przyporami. Do aneksu dostawiona jest cylindryczna wieżyczka z wejściem od strony zachodniej. W obramieniu tego wejścia wykuta jest data budowy kaplicy („1875”).
Wnętrze kaplicy jest jednoprzestrzenne, rozczłonkowane trójbocznymi wnękami arkadowymi. Nie zachowały się żadne elementy oryginalnego wyposażenia. Wnętrze sklepione jest sześciopolowym sklepieniem klasztornym. Posadzka w kaplicy jest jednolita, terakotowa z małych kostek w kolorach białym i czerwonym, układana w szachownicę. Posadzka w krypcie jest wykonana z cegły i pokryta jest częściowo wylewką cementową.

## Galeria

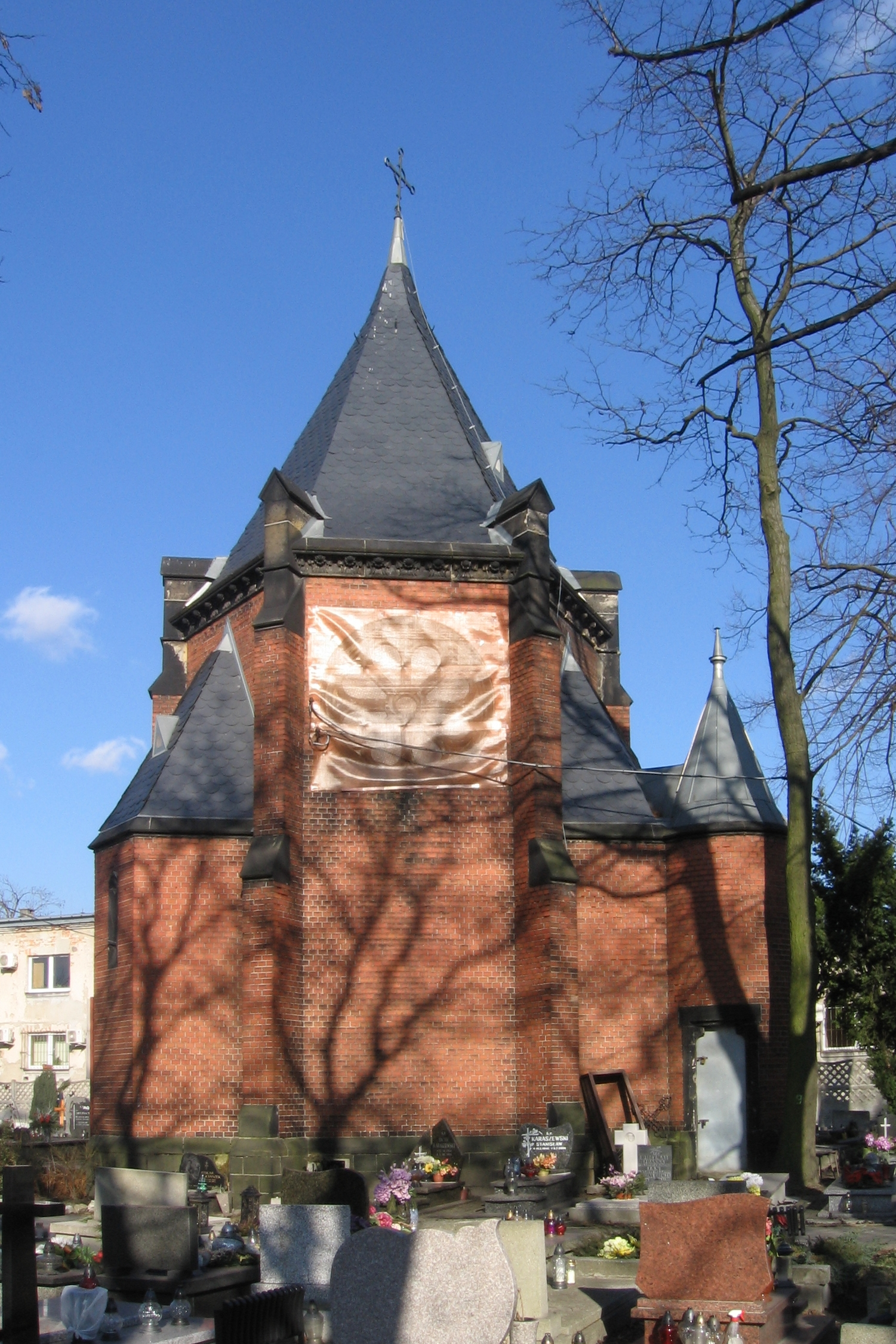
Kaplica od strony południowo-zachodniej (2018)
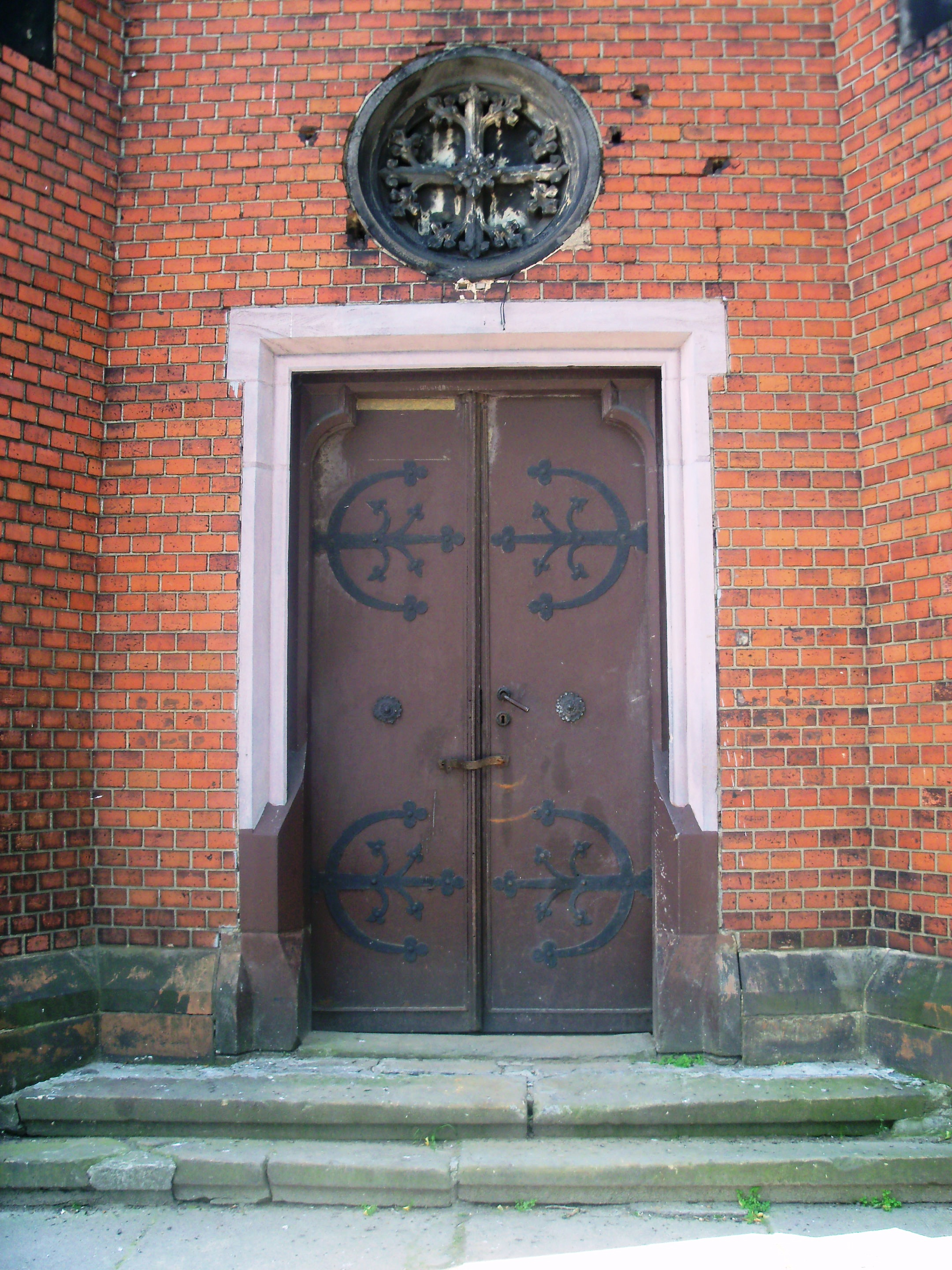
Portal wejściowy do kaplicy (2011)
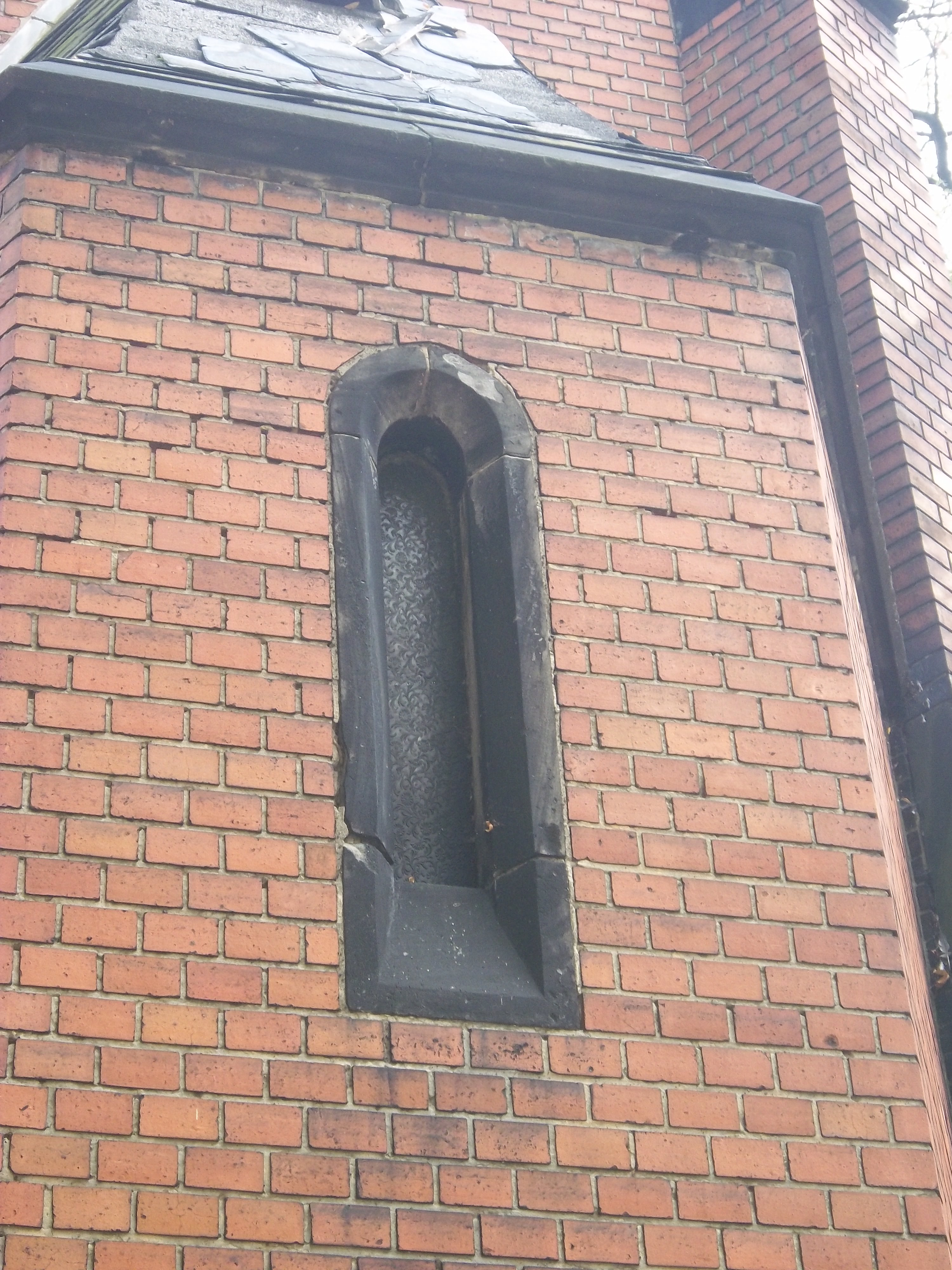
Jeden z otworów okiennych (2012)
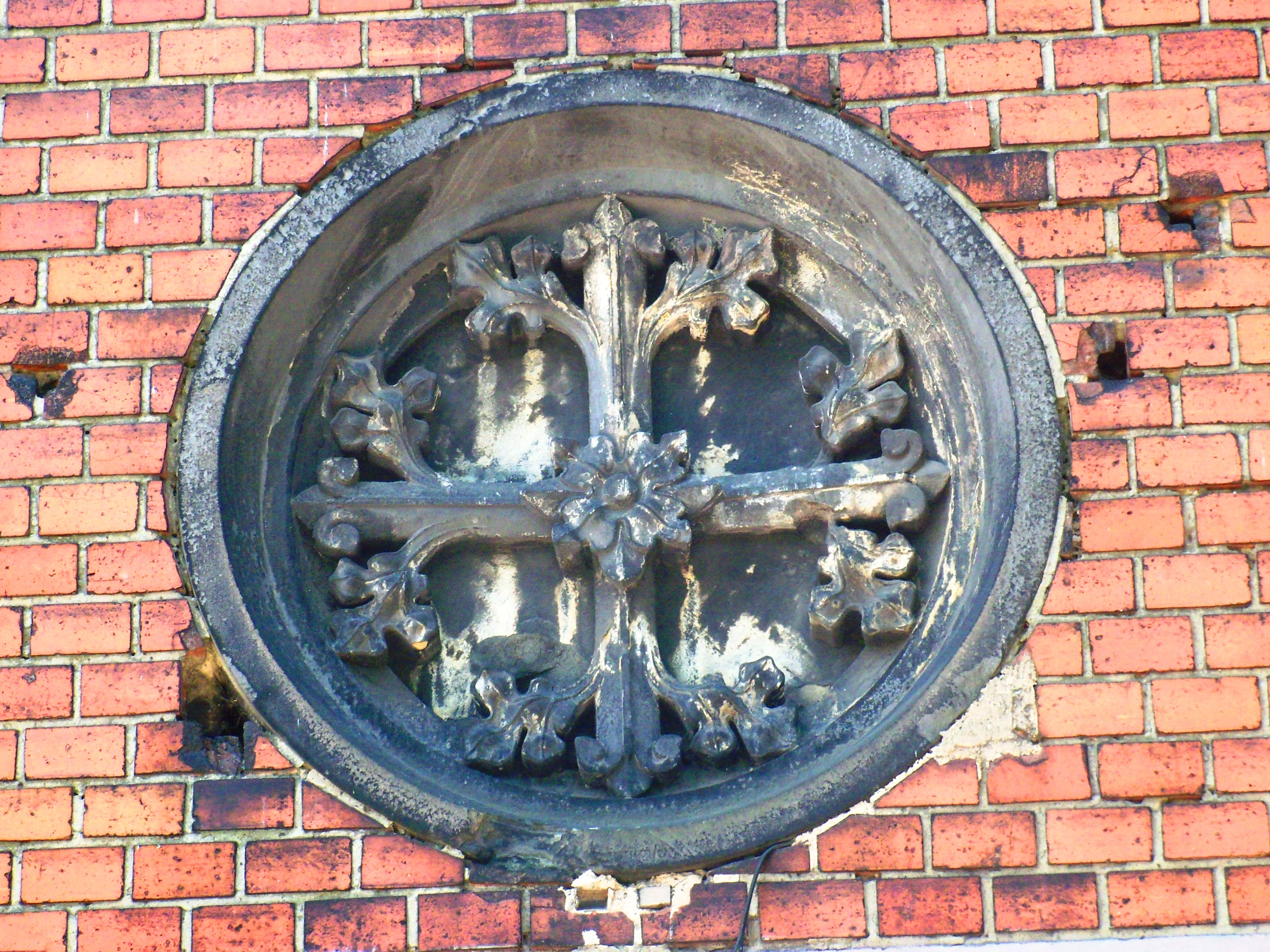
Portal nad wejściem do kaplicy (2011)
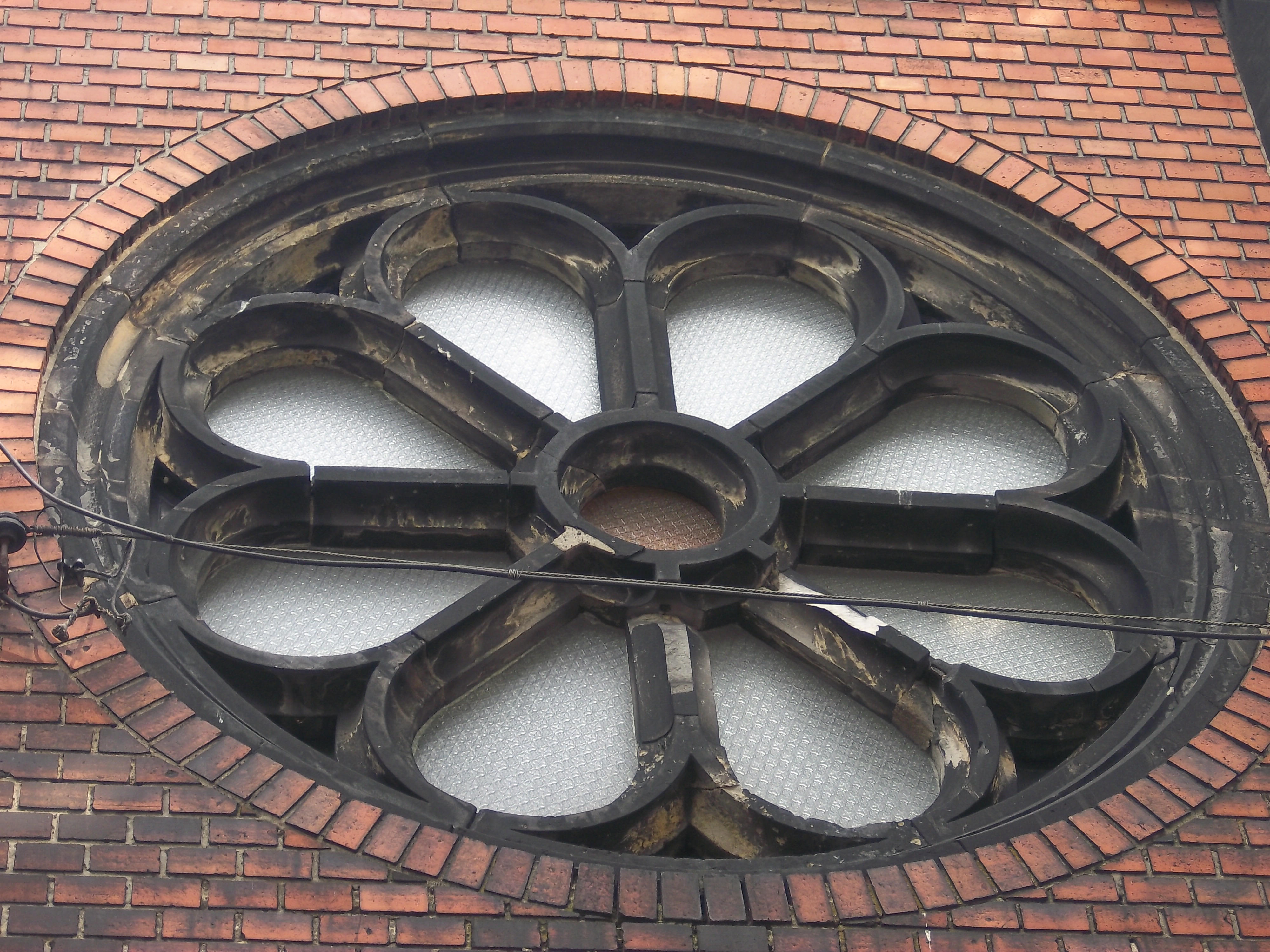
Jedna z rozet kaplicy (2012)
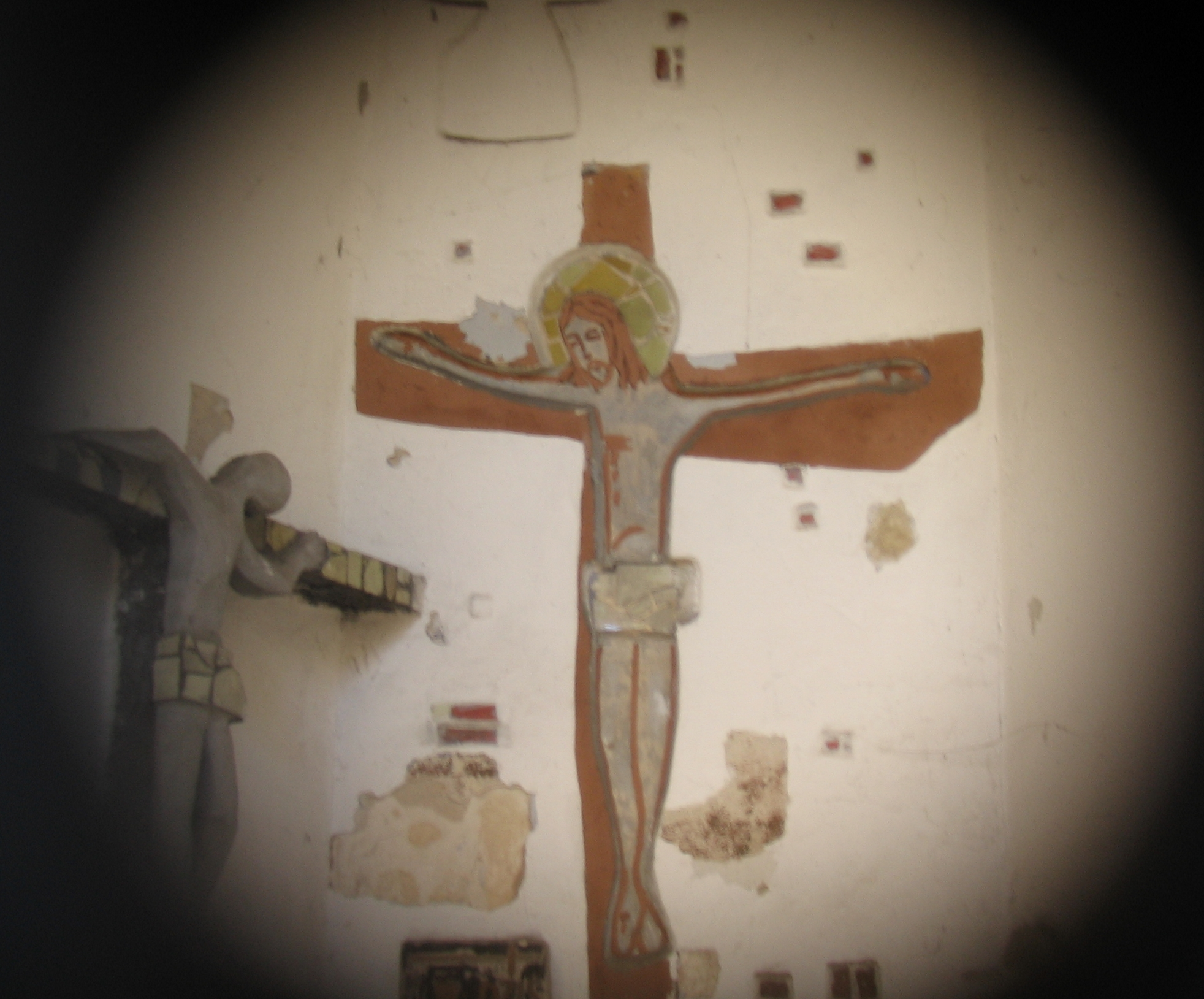
Wnętrze widziane przez dziurkę od klucza (2018)